# Церква Різдва Богородиці (Вербівка, Черкаський район)

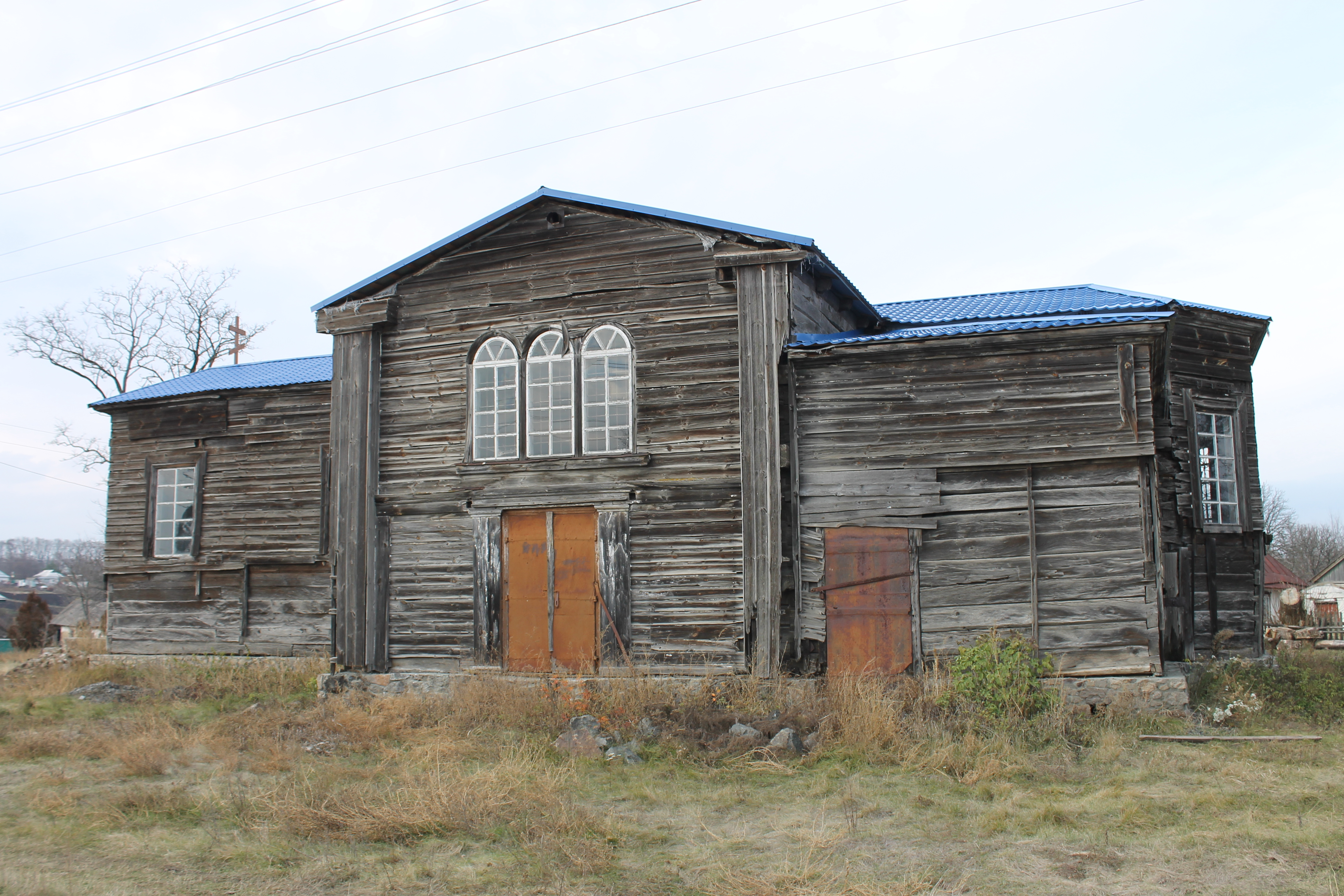
Церква Різдва Богордиці (листопад 2016)

Церква Різдва Богородиці — дерев'яна церква, знаходиться у с. Вербівка Черкаський район.

## Історія
Церква збудована у 1768 р. У цьому ж році гайдамаки на церкву пожертвували ризи.
Тут у 1860 р. вінчалися син декабриста В. Л. Давидова Лев Давидов (народився у Сибіру у 1837 р.) з сестрою П. І. Чайковського Олександрою.
У 1794 та 1857 рр. церкву перебудували. У 1857 р. — коштом полковниці Олени Стааль, яка купила маєток у Бороздіних, які, своєю чергою, раніше придбали його у Давидових. Пізніше Лев Давидов викупив свій родовий маєток у Стааль).
Олена Стааль пожертвувала кошти на перебудову храму через трагедію — померла її 17-річна дочка. Ця обставина зумовила особливість перебудови храму — він має бічний другий вівтар, під яким і поховано дочку Стааль.
Через це з'явилася легенда про привид дівиці Стааль у церкві.
За розмірами споруда була віднесена до 5 класу, що було рідкістю серед сільських дерев'яних храмів, адже більшість з них підпадала під найнижчий 7 клас.
У 1911 р. була ще одна перебудова храму, але що саме перебудували — невідомо.
У 1935 р. церкву закрили. Службу поновили у 1941 р. з приходом німців. У 1944 р. — церкву було пошкоджено під час наступу радянських військ, оскільки на дзвінниці була розміщена вогнева точка німців.
У 1946 р. храм повторно закрили й хотіли його зруйнувати. Врятував її тоді голова колгоспу, який запропонував зробити з неї зернову комору. Зняли баню та дзвіницю. перетворивши у велику хату.
У 1973 р. рішенням Черкаського облвиконкому церкву було взято на облік як пам'ятку архітектури місцевого значення. Службу було відновлено у 1991 р. За цей час змінилося з півдесятка священників, але жоден не лишався надовго. Староста церкви Ольга Іванівна згадує лише одного достойного: його перевели в Суботів у Іллінська церква. Останній священник хотів перевести церкву до московського патріархату УПЦ,⁣ але староста не допустила цього, піднявши на ноги все верховне духовенство. Щороку кошти на незначний ремонт збирають місцеві жителі. Державної підтримки громада не має. Колись допомогти обіцяв В. А. Ющенко, але гроші так і не надійшли.

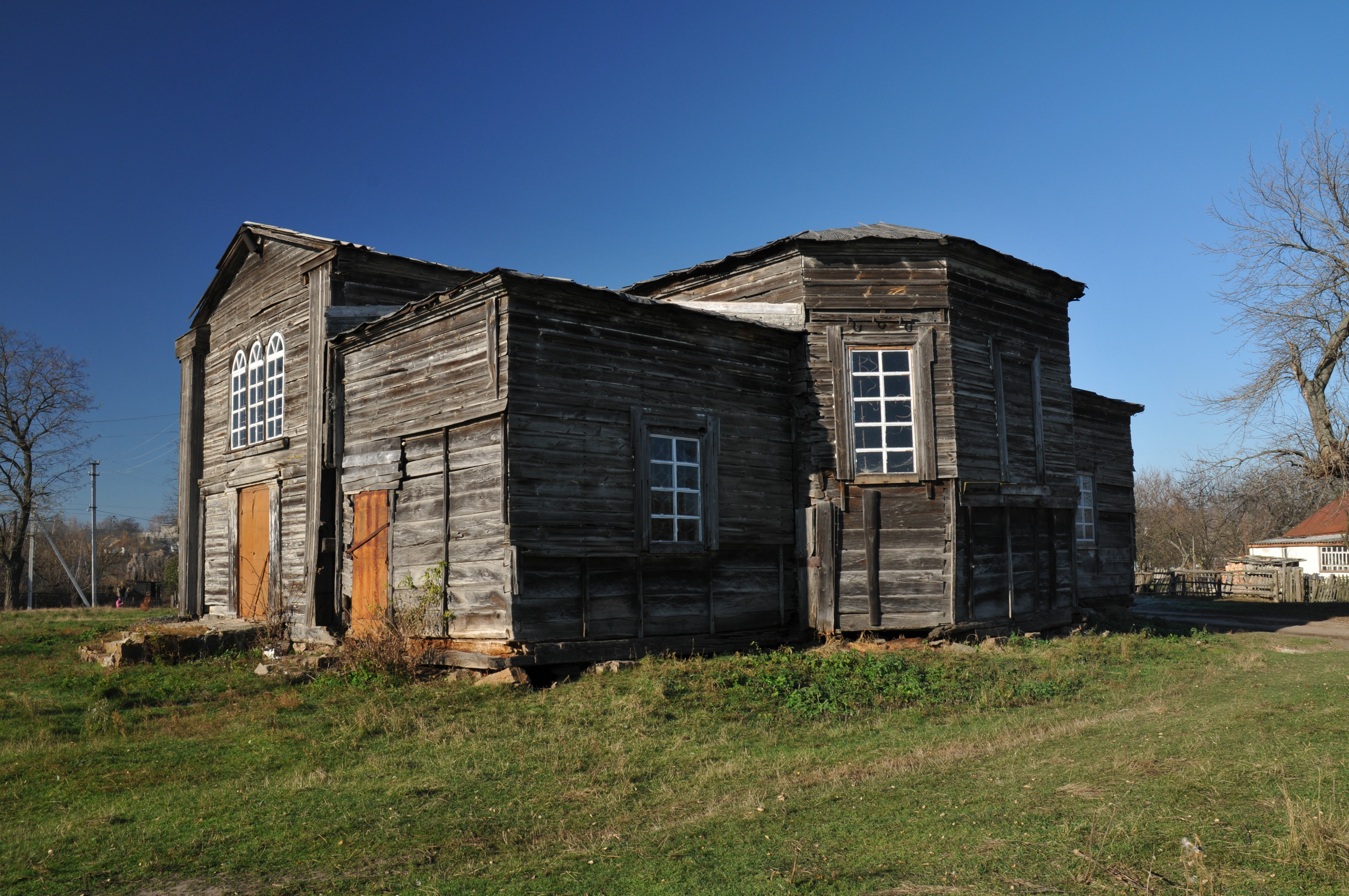
Вид на церкву (листопад 2008)
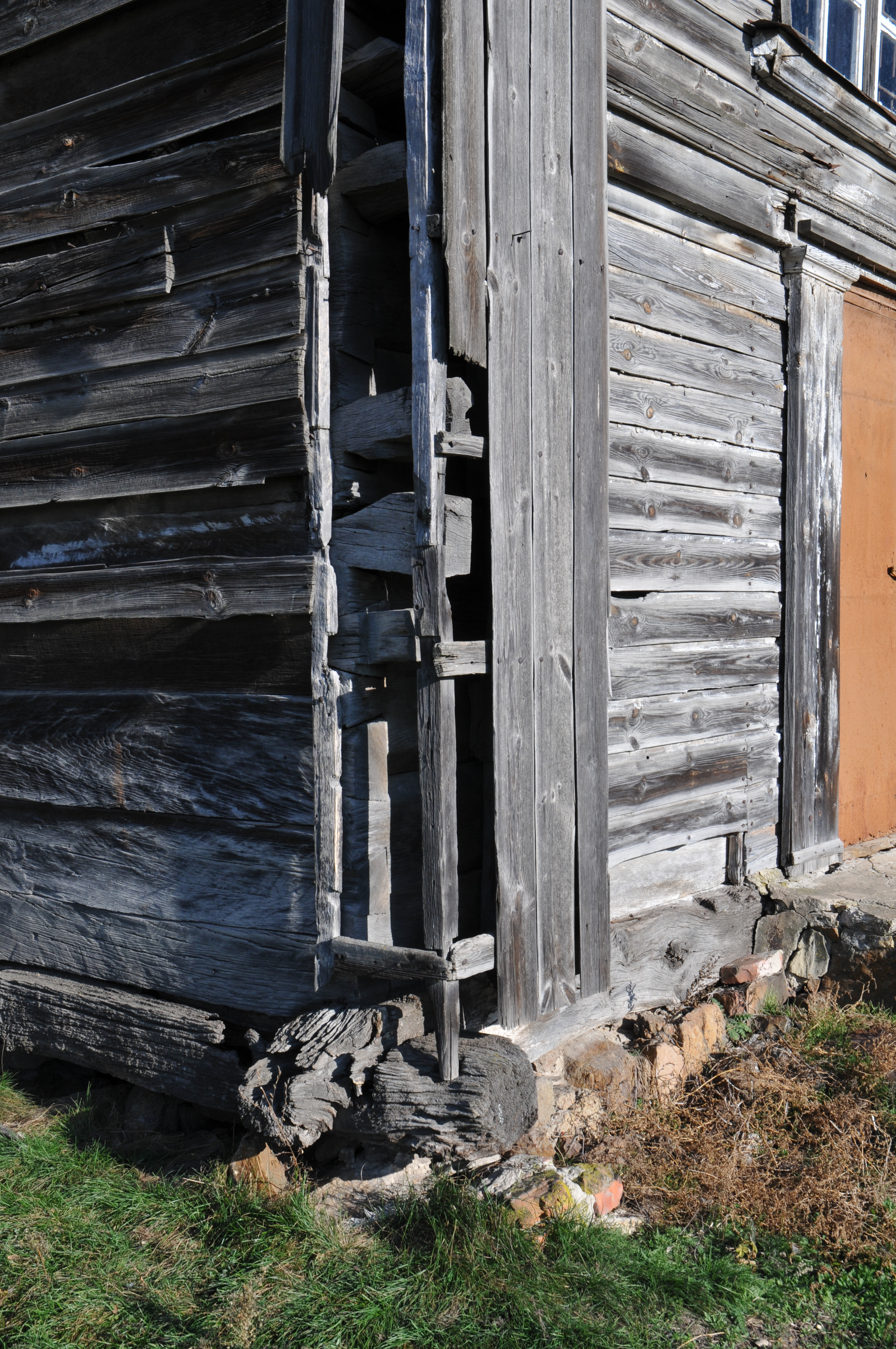
Деталь (листопад 2008)
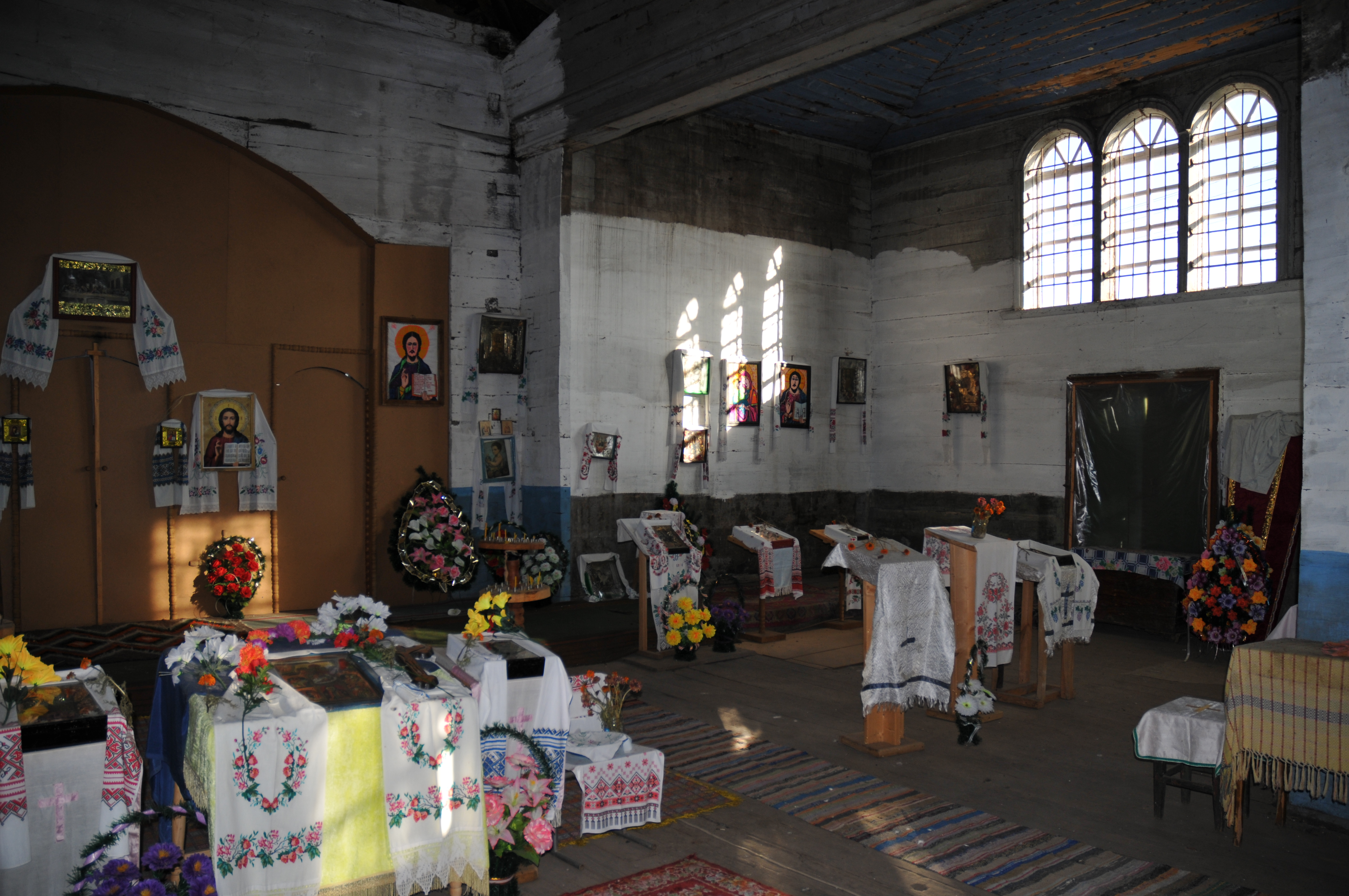
Усередині (листопад 2008)